# Frank Shamrock
Frank Shamrock (född Frank Alisio Juarez III den 8 december 1972 i Santa Monica i Kalifornien) är en amerikansk före detta professionell MMA-utövare. Shamrock blev i november 1997 organisationen UFC:s första mellanviktsmästare (viktklassen döptes senare om till lätt tungvikt) och försvarade titeln fyra gånger. Han har även vunnit titeln som "Interim King of Pancrase" och har under karriären bland annat besegrat Bas Rutten, Jeremy Horn och Tito Ortiz. Han är yngre adoptivbror till MMA-fightern Ken Shamrock.
Shamrock gick sin första professionella MMA-match den 16 december 1994 och besegrade då Bas Rutten i den japanska organisationen Pancrase. Han gick sedan 17 matcher i organisationen fram till november 1996 och vann 11 av dessa. Han debuterade i UFC i november 1997 och blev då mästare i mellanviktsklassen efter att ha besegrat Kevin Jackson. Efter att ha försvarat sin titel fyra gånger valde Shamrock att ge ifrån sig titeln och sluta tävla i UFC. Han avslutade sin MMA-karriär med att gå två matcher i EliteXC och tre matcher i Strikeforce där han blev organisationens första mellanviktsmästare genom att besegra Phil Baroni. Han förlorade senare titeln till Cung Lee i en match han tvingades avbryta på grund av att han bröt högerarmen då han blockerade en spark från Lee. Den 26 juni 2010 tillkännagav Shamrock att han hade gått sin sista professionella MMA-match.